# Elecciones estatales de Renania del Norte-Westfalia de 1980
Las elecciones al Parlamento de Renania del Norte-Westfalia de 1990 se celebraron el 11 de mayo.
El SPD obtuvo la primera mayoría con Johannes Rau, quien había reemplazado a Heinz Kühn como primer ministro. 
El candidato de la CDU fue Heinrich Köppler, sin embargo el candidato enfermó durante la campaña y el 20 de abril, tres semanas antes de la elección, murió. Fue reemplazado como candidato por Kurt Biedenkopf, exsecretario general de la CDU a nivel federal y presidente estatal del partido. 
La candidata del FDP fue Liselotte Funcke.
La elección estuvo marcada por las casi cinco meses después celebradas elecciones parlamentarias. El SPD hizo campaña en gran medida con el canciller Helmut Schmidt.

## Resultados
| Partido | Partido        | Votos     | %     | Candidatos | Mand. directos | Escaños |
| ------- | -------------- | --------- | ----- | ---------- | -------------- | ------- |
|         | SPD            | 4.756.103 | 48,44 | 151        | 94             | 106     |
|         | CDU            | 4.240.885 | 43,19 | 151        | 57             | 95      |
|         | FDP            | 489.225   | 4,98  | 151        |                |         |
|         | GRÜNE          | 291.379   | 2,97  | 151        |                |         |
|         | DKP            | 30.441    | 0,31  | 151        |                |         |
|         | Bürgerpartei   | 5.410     | 0,06  | 22         |                |         |
|         | KBW            | 2.282     | 0,02  | 98         |                |         |
|         | Zentrum        | 1.562     | 0,02  | 11         |                |         |
|         | EAP            | 649       | 0,01  | 23         |                |         |
|         | UNU            | 200       | 0,00  | 7          |                |         |
|         | UAP            | 180       | 0,00  | 6          |                |         |
|         | EFP            | 92        | 0,00  | 3          |                |         |
|         | GPD            | 38        | 0,00  | 1          |                |         |
|         | Independientes | 72        | 0,00  | 1          |                |         |
| Total   | Total          | 9.818.518 |       | 927        | 151            | 201     |

La elección estatal otorgó al SPD con el 48,4% de los votos por primera vez la mayoría absoluta de escaños. Para la CDU, la elección significaba casi 4 puntos porcentuales de pérdida, una clara derrota. El FDP quedó por 1.701 votos bajo el umbral del 5%. Los Verdes, que ocho semanas antes habían logrado obtener representación en Baden-Württemberg con el 5,3%, no pudieron hacerlo en Renania del Norte-Westfalia con poco menos del 3%. Por primera y única vez hasta la fecha estaban representados solo dos partidos en el Parlamento.

## Post-elección
Johannes Rau fue reelegido como ministro-presidente con 105 votos a favor, 91 votos en contra y dos abstenciones el 4 de junio. Formó un gabinete compuesto únicamente por miembros del SPD el mismo día. Así comenzaron 15 años de gobierno en mayoría del SPD en el estado.
A nivel federal, el buen desempeño de la SPD en esta elección despertó grandes expectativas para las próximas elecciones parlamentarias, sin embargo estas no se cumplieron.